# Eduard Leo
Moritz Eduard Leo (* 22. April 1818 auf Wüstfalke; † nach 1860) war ein deutscher Rittergutsbesitzer und Politiker.

## Leben
Leo war der Sohn des Erb-, Lehn- und Gerichtsherren auf Klein- und Groß-Wüstfalke und Forstrats Moritz Ernst Leo. Die Mutter war dessen Ehefrau Jeanette Louise geborene von Wolfersdorf. Er war evangelisch-lutherischer Konfession. Anton Fürbringer ist sein Schwager.
Winkler lebte als Rittergutsbesitzer auf Wüstfalke. Das Rittergut war seit 1804 im Besitz der Familie. 1864 verkaufte er es an den Kaufmann Feodor Brum.
Vom 25. Januar bis zum 6. September 1860 vertrat er das Reuß-Köstritzer Paragium auf dem Landtag Reuß jüngerer Linie.